# Бальдор, Аурелио
Аурелио Анхель Бальдор де ла Вега (исп. Aurelio Ángel Baldor de la Vega; 22 октября 1906, Гавана, Куба — 2 апреля 1978, Майами, США) — кубинский математик, педагог и юрист. Бальдор — автор учебника алгебры для средней школы под названием «Álgebra», который использовался во всём испаноязычном мире и впервые был опубликован в 1941 году. Его перу также принадлежат «Арифметика Бальдора» и «Плоская и пространственная геометрия и тригонометрия Бальдора» (т.е. планиметрия и стереометрия).

## Биография

«Алгебра» Бальдора с изображением среднеазиатского математика Аль-Хорезми.

Он был младшим ребенком Даниеля и Гертрудис Бальдоров. Он был основателем и директором школы Бальдор в элитном гаванском районе Ведадо. В период её расцвета в школе обучалось 3500 учеников, для перевозки которых использовалось 23 автобуса. В 1959 году, с приходом коммунистического режима Фиделя Кастро, Аурелио Бальдор и его семья начали испытывать некоторые трудности. Рауль Кастро намеревался задержать Бальдора, но Камило Сьенфуэгос — ещё один из руководителей Кубинской революции — предотвратил арест, поскольку восхищался Бальдором как педагогом и уважал его достижения.
После гибели Камило Сьенфуэгоса в авиакатастрофе месяц спустя Бальдор с семьёй покинули Кубу и на короткое время отправились в эмиграцию в Мексику, а оттуда в Новый Орлеан, штат Луизиана. Затем они переехали в Нью-Йорк (Бруклин) и Нью-Джерси, где Бальдор продолжил преподавание в колледже Святого Петра в Джерси-Сити. Он также вёл ежедневные занятия по математике в ныне несуществующей Академии Стивенса в Хобокене, штат Нью-Джерси.
Когда-то высокий и импозантный мужчина, Бальдор начал медленно терять вес, поскольку его здоровье ухудшалось. Он умер от эмфиземы легких в Майами, Флорида, 2 апреля 1978 года.
Учебник алгебры Бальдора (с графиками и 6523 упражнениями и ответами), опубликованный Compañía Cultural Editora y Distribuidora de Textos Americanos, SA, продолжает использоваться в некоторых средних школах Латинской Америке и по сей день.